# (88146) Castello
(88146) Castello est un astéroïde de la ceinture principale.

## Description
(88146) Castello est un astéroïde de la ceinture principale. Il fut découvert le 30 novembre 2000 à Gnosca par Stefano Sposetti. Il présente une orbite caractérisée par un demi-grand axe de 2,93 UA, une excentricité de 0,06 et une inclinaison de 1,3° par rapport à l'écliptique.

## Compléments